# Samuel Lomax

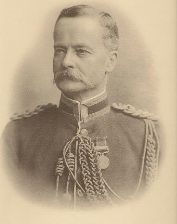
Samuel Lomax

Samuel Holt Lomax, CB (* 2. August 1855; † 10. April 1915) war ein britischer Offizier der British Army und zuletzt Generalleutnant, der unter anderem von 1910 bis 1914 Kommandeur der zur Garnison Aldershot gehörenden 1. Division (1st Division) und nahm mit dieser am Ersten Weltkrieg teil.

## Leben
Samuel Holt Lomax, Sohn von Thomas Lomax, wurde am 13. Juni 1874 als Leutnant (Sub-Lieutenant) in die British Army übernommen und zum gleichen Datum in das Leichte Infanterieregiment 90th Regiment of Foot (Perthshire Volunteers) (Light Infantry) abgeordnet. Darüber hinaus wurde er rückwirkend zum 13. Juni 1874 auch zum Oberleutnant (Lieutenant) befördert. Am 20. Februar 1878 wurde er Adjutant des 90th Regiment of Foot und nahm als solcher am Zulukrieg (11. Januar bis 1. September 1879) teil, der zur Annexion des Königreichs Zululand führte. Am 21. Juli 1880 wurde er zum Hauptmann (Captain) befördert und wurde als solcher am 11. September 1883 zum Dienst als Adjutant der Hilfstruppen (Auxiliary Forces) abgeordnet, wobei er nach der Zusammenlegung des 90th Regiment of Foot (Perthshire Volunteers) (Light Infantry) mit dem 26th (Cameronian) Regiment of Foot am 1. Juli 1881 dem neu entstandenen Cameronians (Scottish Rifles) angehörte.
Am 1. Januar 1886 erfolgte die Beförderung von Lomax zum Major in seiner Verwendung als Adjutant der Hilfstruppen. Den Posten als Adjutant der Hilfstruppen hatte er bis zum 11. September 1888 inne, woraufhin er als Major überplanmäßig (Supernumerary) am 11. Juli 1889 zum Schützenregiment der Cameronians (Scottish Rifles) zurückkehrte. Er war in den folgenden Jahren Kommandeur eines Bataillons dieses Regiments und wurde nach Beendigung dieses Kommandos als Oberstleutnant (Lieutenant-Colonel) am 10. Oktober 1901 zunächst auf Halbsold (Half-pay) gesetzt. Am 26. Februar 1902 wurde er bei gleichzeitiger Verleihung des Brevet-Rang eines Oberst (Brevet Colonel) zum Assistierenden Generaladjutant (Assistant Adjutant-General) ernannt und wurde am 16. September 1902 rückwirkend zum 26. Februar 1902 zum Oberst (Colonel) befördert und als Assistierender Generaladjutant dem II. Korps (II Corps) zugeordnet.
Nach seiner Beförderung zum Brigadegeneral (Brigadier-General) wurde Samuel Lomax Kommandeur der 10. Brigade, die zur 5. Division (5th Division) des II. Korps gehörte, und damit Nachfolger von Generalmajor William E. Franklyn, der zum Direktor der Personaldienste des Heeres ernannt wurde. Er blieb Kommandeur der 10. Brigade bis zum 28. April 1908 und wurde daraufhin von Brigadegeneral Edward Montagu-Stuart-Wortley abgelöst. Am 7. Oktober 1910 wurde er nach einer vorherigen Verwendung im Generalstab als Nachfolger von Generalmajor James Grierson Kommandeur der 1. Division (1st Division).
Bei Ausbruch des Ersten Weltkrieges und der damit verbundenen Aufstellung der britischen Expeditionsstreitkräfte im August 1914 wurde die 1. Division unter dem Kommando von Generalmajor Lomax Teil dieser British Expeditionary Force (BEF). Er nahm in der Folgezeit an der Schlacht an der Aisne (12. bis 28. September 1914) sowie als Generalleutnant (Lieutenant-General) an der Ersten Flandernschlacht (20. Oktober bis 18. November 1914) teil. In dieser wurde er so schwer verwundet, dass er am 1. November 1914 als Kommandeur der 1. Division von Generalmajor Herman Landon abgelöst wurde. Für seine Verdienste wurde er im Kriegsbericht erwähnt (Mentioned in dispatches) und am 18. Februar 1915 noch zum Companion des Order of the Bath (CB) ernannt. Er war mit Mary Helen Lomax verheiratet und verstarb am 10. April 1915 an den Folgen seiner Verletzungen. Nach seinem Tode wurde er auf dem Aldershot Military Cemetery, dem Soldatenfriedhof von Aldershot, beigesetzt.

## Hintergrundliteratur
- Victor Bonham-Carte: Soldier True. The Life and Times of Field-Marshal Sir William Robertson, Frederick Muller Limited, London 1963
- Frank Davies, Graham Maddocks: Bloody Red Tabs. General Officer Casualties of the Great War 1914–1918, Leo Cooper, 1995, ISBN 0-85052-463-6.